# Нуер (мова)
Нуер — мова, що належить до ніло-сахарської макросімʼї, кір-аббайської сімʼї. Поширена в Південному Судані (штати Джонглей, Ель-Вахда (Юніті), Верхній Ніл) та Ефіопії (регіон Гамбела). В Південному Судані та Ефіопії вивчається в початкових школах.

## Писемність
Латинська абетка для мови нуер була затверджена на мовній конференції в селищі Реджаф (зараз — Південний Судан) у квітні 1928 року. Рішенням Реджафської конференції для передачі звука [ə] було надано перевагу букві ö перед буквою ə, звука [h] — надано перевагу букві ɣ перед буквою q, звука [ŋ] — надано перевагу букві ŋ перед буквою ng. Абетка мала такий вигляд.
| A a | E e | I i | O o | U u | Ɛ ɛ | Ɔ ɔ | Ö ö | B b |
| --- | --- | --- | --- | --- | --- | --- | --- | --- |
| /a/ | /e/ | /i/ | /o/ | /u/ | /ɛ/ | /ɔ/ | /ə/ | /b/ |

| D d | G g | K k | L l | M m | N n | P p | R r | T t |
| --- | --- | --- | --- | --- | --- | --- | --- | --- |
| /d/ | /g/ | /k/ | /l/ | /m/ | /n/ | /p/ | /r/ | /t/ |

| W w | Y y | C c | J j | Dh dh | Th th | Nh nh | Ny ny | Ŋ ŋ | Ɣ ɣ |
| --- | --- | --- | --- | ----- | ----- | ----- | ----- | --- | --- |
| /w/ | /j/ | /c/ | /ɟ/ | /d̪/   | /t̪/   | /n̪/   | /ɲ/   | /ŋ/ | /h/ |

- Довгі голосні звуки позначалися подвоєнням букв для голосних.

У 1944 році у місті Малакаль (зараз — Південний Судан) відбулася ще одна мовна конференція. На ній було ухвалено виключити букву ö з алфавіту, і замінити її на oo; також було введено букву ä. Автором цих змін був римо-католицький священик-місіонер Реверенд Краззолара (Reverend Crazzolara). Але незважаючи на рішення конференції, буква ö вживається й досі.
Сучасна версія абетки нуер відрізняється від попередньої докладною передачею всіх голосних звуків.
| A a | A̱ a̱ | Ä ä | B b | C c | D d | Dh dh | E e | E̱ e̱ | Ë ë |
| --- | --- | --- | --- | --- | --- | ----- | --- | --- | --- |
| /a/ | /a̤/ |     | /b/ | /c/ | /d/ | /d̪/   | /e/ | /e̤/ |     |

| Ɛ ɛ | Ɛ̱ ɛ̱ | Ɛ̈ ɛ̈ | Ɛ̱̈ ɛ̱̈ | G g | Ɣ ɣ | I i | I̱ i̱ | J j | K k | L l |
| --- | --- | --- | --- | --- | --- | --- | --- | --- | --- | --- |
| /ɛ/ | /ɛ̤/ |     |     | /g/ | /h/ | /i/ | /i̤/ | /ɟ/ | /k/ | /l/ |

| M m | N n | Nh nh | Ny ny | Ŋ ŋ | O o | O̱ o̱ | Ö ö |
| --- | --- | ----- | ----- | --- | --- | --- | --- |
| /m/ | /n/ | /n̪/   | /ɲ/   | /ŋ/ | /o/ | /o̤/ |     |

| Ɔ ɔ | Ɔ̱ ɔ̱ | P p | R r | T t | Th th | U u | W w | Y y |
| --- | --- | --- | --- | --- | ----- | --- | --- | --- |
| /ɔ/ | /ɔ̤/ | /p/ | /r/ | /t/ | /t̪/   | /ṳ/ | /w/ | /j/ |

- Букви ä, ë, ɛ̈, ɛ̱̈, ö передають ненаголошені голосні звуки[7].
- Довгі голосні звуки позначаються подвоєнням букв для голосних: aa, a̱a̱, ää, ee, e̱e̱, ëë, ɛɛ, ɛ̱ɛ̱, ɛ̈ɛ̈, ɛ̱̈ɛ̱̈, ii, i̱i̱, oo, o̱o̱, öö, ɔɔ, ɔ̱ɔ̱, uu.
- Дифтонги передаються написанням двох (або трьох — коли у складі дифтонга є довгий голосний) букв для голосних: iɛ, iɛɛ, i̱ɛ, iɛ̱, i̱e, i̱ɛɛ, i̱ee, uɔ, uɔɔ, uɔ̱, uɔ̱ɔ̱, ɔa, ɔaa, ɔ̱a̱, ɔ̱a̱a̱.
- Тони на письмі не позначаються (нуер — мова тональна)[5].

## Додаткові джерела і посилання
- Wright Jay Frank. «Nuer noun morphology». (англ.)
- Загальна декларація прав людини мовою нуер (латинська абетка).
- Частина Книги Буття мовою нуер (латинське письмо).